# Zawód zaufania publicznego
Zawód zaufania publicznego – każdy samodzielny zawód regulowany stanowiący profesję o wysokim znaczeniu społecznym, wymagającą nie tylko odpowiednio wysokich kwalifikacji zawodowych i zdrowotnych, lecz także określonych cech charakterologicznych oraz postawy moralno-etycznej, nad którego należytym wykonywaniem pieczę w imieniu państwa powierzono w drodze ustawy samorządowi zawodowemu. Obecnie w Polsce 24 ustawy stanowią podstawę prawną działania 17 samorządów zawodów zaufania publicznego, sprawujących pieczę nad 19 takimi zawodami.
Choć zgodnie z doktryną zawodami zaufania publicznego są wyłącznie profesje uregulowane w powyższy sposób, zaufanie publiczne samo w sobie stanowi czynnik niezbędny dla wykonywania wielu innych zawodów czy pełnienia innych stanowisk, w szczególności w roli funkcjonariusza publicznego.

## Zawody zaufania publicznego
Od 2023 r. łącznie dwadzieścia cztery ustawy stanowią podstawę prawną funkcjonowania siedemnastu samorządów zawodowych dla dziewiętnastu zawodów zaufania publicznego:
- adwokata
- architekta
- biegłego rewidenta
- diagnosty laboratoryjnego
- doradcy podatkowego
- farmaceuty
- fizjoterapeuty
- inżyniera budownictwa
- komornika sądowego
- lekarza
- lekarza dentysty
- lekarza weterynarii
- notariusza
- pielęgniarki
- położnej
- psychologa
- radcy prawnego
- ratownika medycznego
- rzecznika patentowego.

## Ogólnopolskie Porozumienie Samorządów Zawodów Zaufania Publicznego
23 czerwca 2021 r. podczas spotkania przedstawicieli samorządów zawodów zaufania publicznego doszło do podpisania deklaracji powołania Ogólnopolskiego Porozumienia Samorządów Zawodów Zaufania Publicznego. Porozumienie jest strukturą otwartą, dobrowolną i zrzeszającą samorządy zawodów zaufania publicznego utworzone zgodnie z art. 17 Konstytucji RP oraz inne organizacje zawodowe. Kierowanie Porozumieniem jest kadencyjne i odbywa się na zasadzie rotacji-Prezydencji-trwającej 12 miesięcy, przy czym przyjmuje się, że początek Prezydencji rozpoczyna się 1 października.

## Status zawodu zaufania publicznego i jego wyróżniki
Zawód zaufania publicznego to swoiste dla Polski pojęcie prawne wprowadzone w art. 17 ust. 1 Konstytucji Rzeczypospolitej Polskiej stanowiącym
„W drodze ustawy można tworzyć samorządy zawodowe, reprezentujące osoby wykonujące zawody zaufania publicznego i sprawujące pieczę nad należytym wykonywaniem tych zawodów w granicach interesu publicznego i dla jego ochrony”. Według poglądów doktryny określoną profesję można zaliczyć do zawodów zaufania publicznego w sytuacji, gdy sprawowanie w imieniu państwa rzeczywistej pieczy nad wykonywaniem danego zawodu zaufania publicznego lub ich grupy powierzono w drodze ustawy samorządowi zawodu zaufania publicznego o członkostwie obowiązkowym dla każdej osoby wykonującej dany zawód, będącym korporacją prawa publicznego wyposażoną w konieczne atrybuty niezależności takie jak osobowość prawną, władze krajowe oraz ustawowo zapewnione źródło finansowania, a także w narzędzia władcze niezbędne do sprawowania pieczy, której organy mają status organów administracji publiczej i posługują się [okrągłą] pieczęcią urzędową.
Status zawodu zaufania publicznego nadaje się profesjom polegającym na wykonywaniu zadań o szczególnym charakterze z punktu widzenia zadań publicznych i z troski o realizację interesu publicznego, ale istnieje również prawna możliwość pozbawienia zawodu tego statusu poprzez zniesienie danego samorządu zawodowego. Ograniczenie kompetencji zawodów zaufania publicznego prowadzi do centralnego sterowania państwem.

## Historia
W okresie międzywojennym stosowano pojęcie wolnego zawodu, których wyliczenie zawierało Rozporządzenie o mocy ustawy z 1927 r. Prawo przemysłowe, niemniej zaledwie 5 spośród nich (adwokat, farmaceuta, lekarz, lekarz dentysta i notariusz) posiadało samorządy wolnych zawodów. Te ostatnie stały się instytucją, która została umocowana także w konstytucji kwietniowej, stanowiąc ówczesny odpowiednik współczesnych samorządów zawodów zaufania publicznego.
W okresie Polski Ludowej początkowo utrzymano samorządność tych 5 zawodów, a w 1945 r. dołączył nawet do nich kolejny, szósty zawód (lekarza weterynarii). Pomimo to, polityka władz w krótkim czasie uległa zmianie w kierunku wdrażania radzieckiej zasady jednolitości władzy państwowej, toteż już w latach 1950–1954 drogą ustaw zniesiono zarówno samorząd terytorialny, jak też wszystkie istniejące samorządy wolnych zawodów, oprócz samorządu adwokackiego, pozostającego jedynym istniejącym samorządem zawodowym aż do roku 1982 r., kiedy powołano samorząd radców prawnych. Z kolei zawody, których pozbawiono samorządności w latach 50. XX wieku, odzyskały ją dopiero u progu III Rzeczypospolitej w latach 1989–1991.
W kolejnych latach ustanowiono także samorządy szeregu dalszych zawodów. Należał do nich m.in. samorząd komorników sądowych, w przypadku których określenie „wolny zawód” byłoby co najmniej wątpliwe, z kolei jedynie sześć spośród wolnych zawodów wyliczonych w międzywojennym Prawie przemysłowym dysponowało przed 1950 r. własnym samorządem. Z powyższych względów ustrojodawca przy tworzeniu Konstytucji Rzeczypospolitej Polskiej zdecydował się dla nazwania tych struktur wprowadzić nowe pojęcie samorządów zawodów zaufania publicznego. Najmłodszym zawodem zaufania publicznego stał się w 2023 r. zawód ratownika medycznego, natomiast zawód urbanisty stał się jedynym, który status ten w III Rzeczypospolitej utracił.

## Pojęcia pokrewne
Zakres pojęciowy zawodu zaufania publicznego zawiera się w całości w obszarze nakładania się na siebie zakresów szerszych od niego pojęć zawodu regulowanego oraz profesji, ponadto pokrywa się częściowo z zakresem pojęcia wolnego zawodu, a także ma niektóre cechy pojęcia funkcjonariusza publicznego, choć nie jest z żadnym z tych pojęć tożsame; z kolei pojęciem węższym, zawierającym się w całości w zakresie pojęcia zawodu zaufania publicznego, jest pojęcie unijnego zawodu sektorowego.
W niektórych zawodach czy raczej urzędach lub stanowiskach związanych z wymiarem sprawiedliwości również istnieją pewne ustawowe struktury stanowiące namiastkę ich samorządności (tzw. samorządy zawodów służby publicznej); należą do nich:
- sędzia (i asesor sądowy),
- prokurator (i asesor prokuratury),
- referendarz sądowy,
- kurator sądowy,
- ławnik w sądzie powszechnym, Sądzie Najwyższym lub izbie morskiej,
- ekspert (i asesor ekspercki) Urzędu Patentowego Rzeczypospolitej Polskiej.

Grupują one wyłącznie określone osoby zatrudnione w hierarchicznych strukturach państwowych i są ich integralną częścią podporządkowaną Ministrowi Sprawiedliwości (a w przypadku ekspertów i asesorów eksperckich – Prezesowi Urzędu Patentowego RP), nie posiadającą osobowości prawnej, odrębności organizacyjnej ani niezależności finansowej. Z wyjątkiem prokuratorów oraz kuratorów sądowych nie wyłaniają też organów władz krajowych. Stanowią zaledwie środowiskowo-opiniodawczą reprezentacją danej grupy zawodowej niemającą w odniesieniu do tej grupy jakichkolwiek atrybutów władzy, a wyrażającą jedynie jej wspólny głos w ramach instytucji odpowiednio wymiaru sprawiedliwości lub prokuratury i utrzymywaną z budżetu tych instytucji. Formą i uprawnieniami przypominają bardziej samorząd załogi przedsiębiorstwa państwowego, tyle że ograniczony do konkretnego urzędu/organu/stanowiska traktowanego jednocześnie jako zawód. Z powyższych względów nie można w ich przypadku mówić o wyposażeniu w atrybuty niezależności samorządowej ani narzędzia niezbędne dla sprawowania pieczy nad zawodem, toteż niezależnie od ceremonialnego tytułu samorządu, nie są one samodzielnymi samorządami zawodów zaufania publicznego w rozumieniu art. 17 ust. 1 Konstytucji RP, a powołane dla nich organy zwane samorządowymi mają co najwyżej status „innego rodzaju samorządu” w rozumieniu art. 17 ust. 2 oraz organizacji zawodowej w rozumieniu art. 191 ust. 1 pkt 4 Konstytucji RP.
Struktur takich nie powołano natomiast dla radców Prokuratorii Generalnej RP, legislatorów, asystentów sędziów i prokuratorów, aplikantów sędziowskich, prokuratorskich, referendarskich, kuratorskich, legislacyjnych i eksperckich, tłumaczy przysięgłych, doradców restrukturyzacyjnych, mediatorów, czy ławników w sądach wojskowych.